# Ryszi
Ryszi (sanskryt ऋषि, trl. ṛṣi, ang. rishi) – tytuł
hinduistyczny. W okresie wedyzmu przysługiwał kapłanom – autorom hymnów wedyjskich i niektórym bogom (np. Agniemu).
Natomiast w okresie Brahmanów i Upaniszad ryszi postrzegani byli jako klasa istot wyraźnie odrębna od bogów (dewa), przodków (pitry), ludzi i zwierząt. Ich liczebność nie jest ściśle określona, niektóre źródła podają listę nawet 48 tysięcy imion ryszich.
Wyższy stopień w mądrości określany jest tytułem maharszi. Natchniony wieszcz-kobieta to ryszika (sanskryt trl. ṛṣikā).
Tytułem ryszi określa się też założycieli klasycznych indyjskich szkół filozoficznych (darśana).

## Etymologia i znaczenia
Termin ryszi pochodzi z sanskrytu.
- Wywodzony jest od rdzenia ṛṣ. Pierwiastek ten objaśniany jest poprzez pośrednictwo języka angielskiego jako:

1. to go, to move[8]
2. to flow, to move near by flowing[9]
3. movement oraz knowledge[10].

Znaczenie „ruch” odnosi się do aktu ze strony boskiej, by przyjść do rysziego
i objawić mu w pojedynczym widzeniu całą treść hymnu.
- Możliwe jest też by wywodzić termin ṛṣi od pierwiastka dṛś – widzieć[11].
- Istnieją też przesłanki aby wiązać termin „ryszi” z sanskr. rksa – „niedźwiedź”, pierwszych siedmiu saptarszich utworzyło siedem gwiazd w Wielkiej Niedźwiedzicy[12], np. Angiras odpowiada gwieździe Alioth.

Polskojęzyczne źródła używają dla tych autorów hymnów następujących znaczeń (wykaz jedynie z publikacji polskich niebędących tłumaczeniami):
- pochodne od rasen z niem. „szaleć” – (w znaczeniu ogarnięcia świętym czy natchnionym szałem)[13]
- wieszcz[14]
  - indyjski wieszcz[15]
  - wieszcz wedyjski[16]
  - wedyjski wieszcz[17]
  - rygwedyjski wieszcz[18]
  - natchniony kapłan-wieszcz[19]
  - mityczny wieszcz[20]
- poeta[21]
  - poeta rygwedyjski[22]
  - natchniony poeta[23]
  - poeta-śpiewak[24]
  - poeta-wieszcz[25]
- kapłan[26]
- święty[27]
  - święty wieszcz[28][29]
- mędrzec[30]
  - natchniony mędrzec[31]
  - mędrzec-asceta[32]
  - mędrzec-jasnowidz[33]
- wizjoner[34]
  - wedyjski wizjoner[35]
  - ostrowidz, jasnowidz[36]
- prorok[37]
  - boski prorok[38].

## Klasyfikacja
Ryszich można podzielić na trzy kategorie:
1. brahmarszi
2. radźarszi
3. dewarszi

Szerszy podział obejmuje następujące rodzaje ryszich:
1. brahmarszi,
2. dewarszi,
3. wiprarszi,
4. paramarszi,
5. maharszi,
6. radźarszi,
7. śrutarszi,
8. dźanarszi,
9. taparszi,
10. satjarszi,
11. kandarszi[40],
12. nagarszi – np. Arbuda Kadraweja.

## Rysziki
Natchniony mędrzec kobieta nazywana jest ryszika (sanskryt ṛṣikā).
Rygweda wymienia 27 takich wieszczek. Podzielone są tradycyjnie na trzy podgrupy:
1. Ghosza, Godha, Wiśwawara, Apala, Upaniszat, Niszat, Brahmadźajadźuha, Agastjaswasa, Aditi
2. Indrani, Indramata, Sarama, Romasa, Urwasi, Lopamudra, Nadjah, Jami, Śaśwati
3. Śrih, Laksza, Sarpardźani, Wak, Śraddha, Medha, Dakszina, Ratri, Surjasawitri[41].

## Charakterystyka
Ryszi to postacie mitologiczne, które pojawiają się w najstarszych dziełach wedyzmu. Obok wiprów, kawich i dźaritarów, wskazuje się ich jako istoty ludzkie – autorów hymnów zebranych w Wedach oraz późniejszych śastr i sutr hinduistycznych. Bywają też postrzegani jako istoty nadludzkie, obdarzone cudownymi mocami wibhuti, które wykorzystywać mieli w procesach kreacji wszechświata (np. siedmiu saptarszich) i uzdrawianiu ludzi. Mitologia indyjska uznaje ich za patronów wielu różnych dziedzin i umiejętności.
Szczegółowym analizom poddawano procedury prowadzące tych wieszczów do pozyskiwania treści hymnów zamieszczonych w Rygwedzie:
- ṛṣ – pierwiastek sanskryckiego słowa ryszi, sugeruje możliwość przybywania bóstw do wieszczów
- soma – znane są hymny mówiące o napoju z takiej rośliny (możliwe że muchomora), którą wysoko cenili bohaterowie i autorzy hymnów
- manīṣā – zdolność myślenia wzmiankowana w hymnach – jest określana jako otrzymywana od bogów wieszcza moc tych poetów
- tapas – wieszczowie w poznawczej aktywności skierowanej do swojego wnętrza, używając zdolności myślenia manīṣā, w procesie utożsamienia, szukali w sercach obrazów rzeczywistości, które wyrażali następnie treścią hymnów[43].

## Przykłady użycia tytułu

### Hinduistyczni współcześni guru
- Maharishi Mahesh Yogi
- Ramana Maharishi z Tiruvannamalai
- Rajarsi Janakananda, wł. James Jesse Lynn, uczeń Joganandy

### Postacie przywódców politycznych
- Rajarishi Purushottam Das Tandon
- Rajarishi Chatrapati Shahu z Kolhapuru
- Rajarishi Udai Pratap (Bhinga Raj)